# ویلیام وودتورپ تارن
ویلیام وودتورپ تارن (انگلیسی: William Woodthorpe Tarn; ۲۶ فوریهٔ ۱۸۶۹ – ۷ نوامبر ۱۹۵۷) استاد دانشگاه مطالعات کلاسیک و نویسنده در زمینهعصر هلنیستی و اسکندر مقدونی اهل بریتانیا بود.
وی همچنین برندهٔ جوایزی همچون عضو آکادمی بریتانیا شده است.